# Wiktor Woroszylski

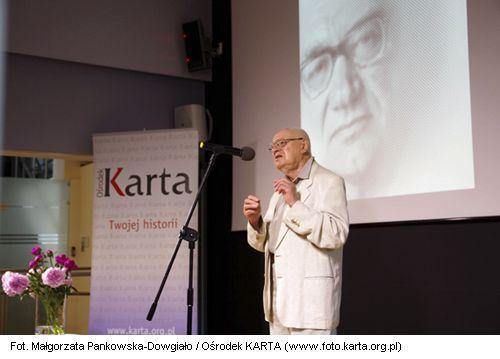
Wizerunek Wiktora Woroszylskiego w tle

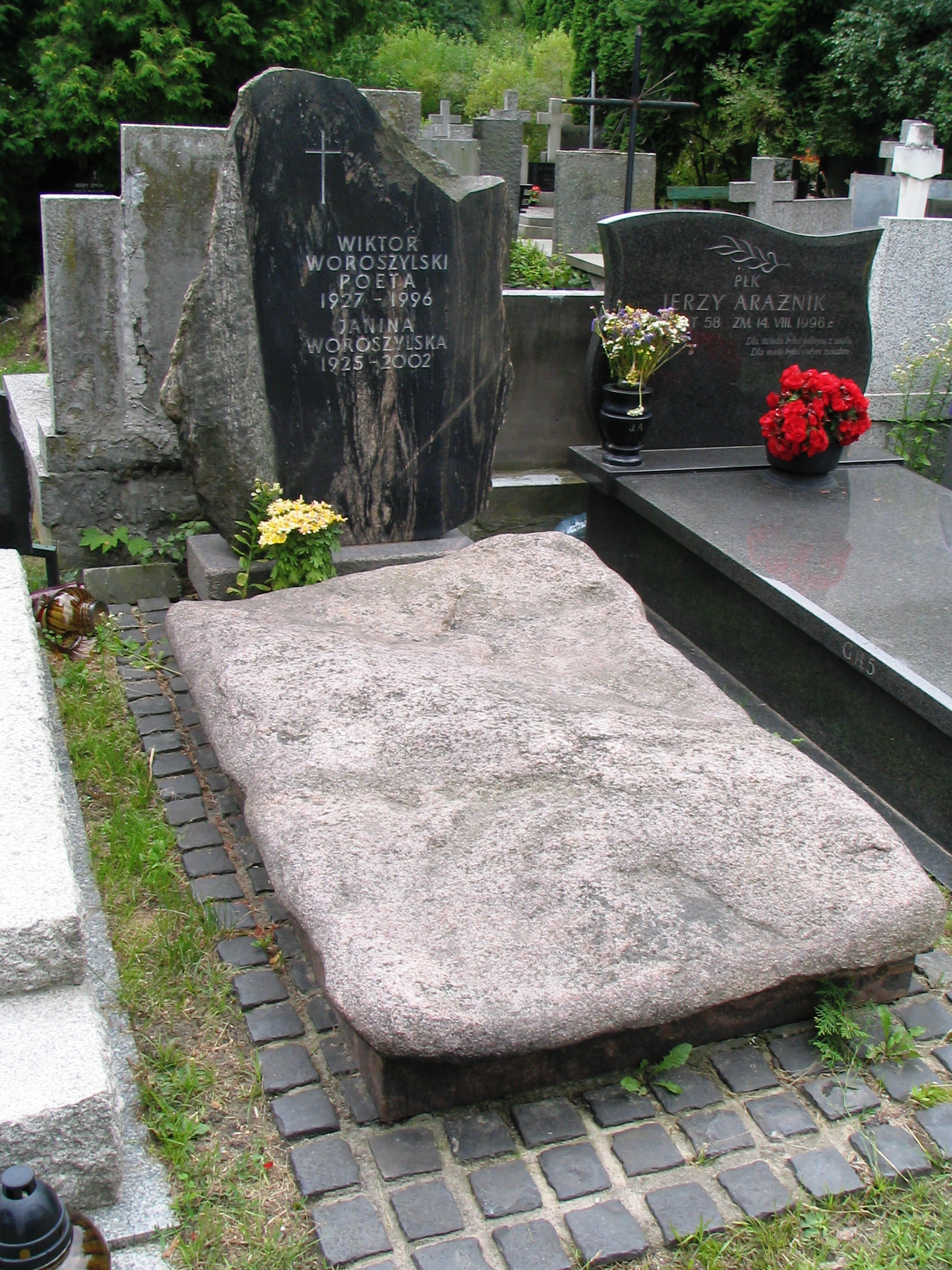
Grób Wiktora Woroszylskiego i jego żony Janiny na cmentarzu Wojskowym na Powązkach, Warszawa 2008

Wiktor Woroszylski (ur. 8 czerwca 1927 w Grodnie, zm. 13 września 1996 w Warszawie) – polski poeta, prozaik, tłumacz i recenzent filmowy.

## Życiorys
Urodził się w zasymilowanej rodzinie żydowskiej Grzegorza (lekarza prowadzącego praktykę przy ul. Rydza-Śmigłego 8 w Grodnie) i Barbary z Grodzieńczyków. Po 1941 roku przesiedlony przez Niemców do getta w Grodnie, skąd wraz z rodziną się wydostał i ukrywał w Łosośnie na przedmieściach Grodna, pracując na fałszywych dokumentach w warsztacie stolarskim. W 1945 został repatriowany z Grodna do Łodzi, w której rozpoczął studia. Początkowo studiował medycynę na Uniwersytecie Łódzkim, a od 1946 roku polonistykę na Uniwersytecie Warszawskim. Zapisał się do PPR, potem był członkiem Polskiej Zjednoczonej Partii Robotniczej. Zaczynał jako autor poezji publicystyczno-agitacyjnej, będąc czołową postacią tzw. pryszczatych. W 1947 r. przeniósł się do Warszawy. Od końca 1948 do 1951 mieszkał w Szczecinie, gdzie w 1949 roku urodził się jego pierwszy syn – Feliks. W latach 1952–1956 studiował w Instytucie Literatury im. Maksyma Gorkiego w Moskwie, gdzie uzyskał doktorat z rusycystyki. Po 1955 zaczął pisać lirykę refleksyjną, opowiadania, szkice, utwory dla dzieci i młodzieży oraz zajął się przekładami literackimi z języka rosyjskiego.
Redaktor m.in. czasopism „Głos Ludu”, „Po prostu”, „Nowa Kultura”, a po 1977 roku czasopisma „Zapis” wydawanego w drugim obiegu. Tłumacz utworów i listów Zoszczenki, Majakowskiego, Sołżenicyna, Brodskiego, Awierincewa.
Zerwał z komunizmem po stłumieniu rewolucji węgierskiej 1956, którą obserwował na własne oczy, przebywając wówczas w Budapeszcie. Przeżycia i przemyślenia z 1956 roku umieścił w Dzienniku węgierskim, którego z powodu cenzury nie mógł w całości wydrukować w Polsce, dlatego opublikowano go w Paryżu. W 1957 roku usunięty ze stanowiska redaktora naczelnego pisma „Nowa Kultura” na osobiste polecenie Władysława Gomułki. Woroszylski w 1964 roku sprzeciwił się władzom PRL, które zażądały potępienia autorów „listu trzydziestu czterech”, w którym krytykowano komunistyczną cenzurę. W 1965 roku odmówił potępienia listu biskupów polskich do biskupów niemieckich. W 1967 roku wyrzucony z PZPR za podpisanie protestu przeciwko usunięciu z niej Leszka Kołakowskiego. W grudniu 1974 sygnatariusz listu 15 ws. zapewnienia Polakom w ZSRR dostępu do polskiej nauki i kultury. W styczniu 1976 roku podpisał list protestacyjny do Komisji Nadzwyczajnej Sejmu PRL przeciwko zmianom w Konstytucji Polskiej Rzeczypospolitej Ludowej. W latach 70. związany z opozycją demokratyczną, współpracownik Komitetu Obrony Robotników i Komitetu Samoobrony Społecznej „KOR”. Od lat 70. objęty zakazem druku przez cenzurę. Od lutego 1978 członek i następnie wykładowca Towarzystwa Kursów Naukowych. W latach 1977–1979 wykładowca historii literatury rosyjskiej na Uniwersytecie Latającym. 23 sierpnia 1980 roku dołączył do apelu 64 uczonych, pisarzy i publicystów do władz komunistycznych o podjęcie dialogu ze strajkującymi robotnikami. Internowany po wprowadzeniu stanu wojennego i osadzony w więzieniu na Białołęce, a następnie w obozach w Jaworzu i Darłówku. W 1983 po zamordowaniu Grzegorza Przemyka autor listu otwartego z protestem do wicepremiera Mieczysława F. Rakowskiego.
Był mężem Janiny z Witczaków (1925–2002).
Zmarł w Warszawie, pochowany na cmentarzu Wojskowym na Powązkach (kwatera G-14-6).

## Twórczość

### Proza
- 1956 Dziennik węgierski
- 1958 Okrutna gwiazda (opowiadania)
- 1960 I ty zostaniesz Indianinem (na podstawie powieści nakręcono film fabularny)
- 1962 Cyryl, gdzie jesteś? (powieść dla młodzieży)
- 1963 Sny pod śniegiem. Opowieść o życiu Sałtykowa-Szczedrina (opowieść biograficzna)
- 1965 Podmuch malowanego wiatru (powieść dla młodzieży)
- 1973 Mniejszy szuka Dużego (na podstawie powieści nakręcono film fabularny)
- 1973 Życie Sergiusza Jesienina (współautor: Elwira Watała)
- 1977 Literatura (powieść)
- 1983 Don Kichot
- 1983 Kto zabił Puszkina? (biografia)
- 2022 Historie i inne opowiadania (opowiadania, wznowienie wydania z 1987 r.)

### Poezja
- 1949 Czuwającym w noc noworoczną
- 1949 Śmierci nie ma
- 1955 Z rozmów
- Poemat Świt nad Nową Hutą[10]
- 1960 Wanderjahre
- 1962 Twój powszedni morderca
- 1964 Niezgoda na ukłon
- 1969 Przygoda w Babilonie
- 1970 Zagłada gatunków
- 1974 Wybór wierszy
- 1982 Jesteś i inne wiersze
- 1983 Lustro
- 1983 Dziennik internowania

### Inne
- Moi Moskale (przekład wyboru wierszy poetów rosyjskich)
- Życie Majakowskiego (biografia)
- Marsz Sportowy (przekład pieśni Izaaka Dunajewskiego)
- Pozwólcie nam się cieszyć (wybór publicystyki)
- Dzienniki. Tom I–III, Ośrodek KARTA, Warszawa 2017–2019

Omówienia:
- Woroszylski. Wieczór wspomnień, red. Iwona Smolka, Baran i Suszczyński, Kraków 1997.
- Elżbieta Sawicka, Ułożyć książkę, ułożyć życie. Wiktor Woroszylski (1927–1996), „Rzeczpospolita” 216 / 1996.

## Ordery i odznaczenia
- Krzyż Oficerski Orderu Odrodzenia Polski (11 lipca 1955)[11]
- Medal 10-lecia Polski Ludowej (19 stycznia 1955)[12]

## Nagrody i wyróżnienia
- Państwowa Nagroda Artystyczna III stopnia z okazji święta 22 lipca, za poemat O generale Świerczewskim i tom wierszy pt. Śmierci nie ma otrzymał (1950)[13]
- Nagroda Fundacji im. Kościelskich za całokształt twórczości (1965)
- Nagroda literacka ZAiKS-u dla tłumaczy (1990)[14]

## Upamiętnienie
Jest patronem ławeczki w Parku Ratuszowym w Krakowie w dzielnicy XVIII Nowa Huta, o czym informuje tabliczka. Patroni ławeczek w przestrzeni publicznej są wybierani w ramach projektu Kody Miasta realizowanego przez Krakowskie Biuro Festiwalowe, operatora tytułu Kraków Miasto Literatury UNESCO, którym Kraków został uhonorowany w 2013 roku.